# Liga Nacional de Fuerza
La Liga Nacional de Fuerza (LNF) es una competición anual de atletismo de fuerza que se celebra en España, destinada a coronar al atleta más fuerte del país, modalidad comúnmente conocida como strongman. Fundada en 2008 por el periodista deportivo Emilio Marquiegui, la LNF se ha consolidado como el torneo nacional de referencia, considerado el Campeonato de España de Fuerza por su continuidad, estructura por etapas y exigencia competitiva.
Hasta 2025, la liga ha celebrado **16 ediciones** y más de **75 torneos**, un récord histórico en España en su modalidad 1.

## Historia
La ausencia de una competición sólida motivó a Emilio Marquiegui a instaurar en 2008 un formato de liga compuesto por varios torneos anuales, determinando una clasificación final 2. La primera temporada se desarrolló en tres localidades (Alcobendas, Arévalo y Córdoba), proclamándose campeón Juan José Díaz 3.
Tras un breve paréntesis entre 2010 y 2012, la Liga retomó su actividad en 2013 y se ha disputado ininterrumpidamente a lo largo de los años 4.
En 2025 se celebró la decimosexta edición, iniciada con el Torneo Preliminar el 26 de abril en Alcobendas, que incluyó además un **Torneo Triangular Europeo** con participación internacional (España, Francia, Inglaterra) 5. El **Primer Torneo** se llevó a cabo el 31 de mayo en Móstoles; tras esta fase preliminar se celebraron sedes en Utrillas, Ciudad Real y Elche 6.

## Formato
El circuito consta de un Torneo Preliminar, abierto a todos los competidores; los tres mejores se unen a los ocho clasificados del año anterior. La temporada regresa con cuatro torneos puntuables en distintas sedes 7.
Los atletas acumulan puntos en función de su posición en cada prueba (12 a 3 puntos), tanto en cada torneo como en la clasificación global. Los tres primeros finalistas garantizan su plaza para la edición siguiente 8.

## Pruebas comunes
Las pruebas varían entre torneos, siendo las más habituales:
- Arrastre de camión (12 t sobre 20 m en <60 s)
- Levantamiento de cilindro (récord de peso en repasos)
- Transporte de carry (hasta 312 kg)
- Peso muerto (repeticiones de 250 kg en 60 s)
- Elevación de piedras (bolas de hasta 165 kg en <90 s) 9

## Edición 2025
La temporada 2025 arrancó el 26 de abril con el Torneo Triangular en Alcobendas, donde participaron Matthew Riddall (España), Alexandre Hulin (Francia) y David Jonah Wright (Inglaterra) 10. El 31 de mayo se disputó el Primer Torneo en Móstoles, con la presencia de ocho atletas clasificados 11. La siguiente etapa será el Segundo Torneo el 12 de julio en Utrillas 12.

## Historia
Dado que los eventos de atletismo de fuerza en España carecían de uniformidad y constancia, el comentarista deportivo Emilio Marquiegui decidió crear una competición fija que, anualmente y a través de un formato de liga que englobase diversos torneos, coronase al atleta más fuerte de España. Esta iniciativa culminó en la primera temporada de la Liga Nacional de Fuerza en el año 2008, en la que los mejores atletas de fuerza españoles del momento participaron en tres torneos (Alcobendas, Arévalo y Córdoba), terminando Juan José Díaz como el primero en la clasificación final y, por lo tanto, proclamándose ganador de la edición. La LNF siguió desarrollándose en 2009 y 2010, aunque posteriormente padeció un parón hasta 2013, año en el que volvió a celebrarse y desde el cual se ha mantenido anualmente hasta la concluida temporada de 2024.
La Liga Nacional de Fuerza resultó una iniciativa innovadora en España, puesto que, aunque en el norte de Europa y en Norteamérica es un deporte popular, hasta el momento de la creación de la LNF no había una competición de calado de esta modalidad deportiva en territorio nacional. La LNF está avalada por diversas asociaciones, entre ellas la Organización Española de Deportes de Fuerza.

## Formato
Con una cantidad de torneos que ha oscilado entre los tres puntuables iniciales hasta los cuatro actuales más uno preliminar, los participantes en la LNF logran anotarse una serie de puntos por su actuación en cada una de las pruebas. Los puntos se acumulan tanto para decidir un podio de cada torneo como para, al finalizar la temporada, constituir una clasificación definitiva de la que el primer posicionado se alza como vencedor de ese año, como el atleta más fuerte de España. Tanto los tres primeros, cuyos nombres son recordados en el cuadro de resultados histórico de la Liga Nacional de Fuerza, como el cuarto y el quinto en la clasificación final se aseguran una plaza para competir en la siguiente temporada.
La repartición de los puntos por prueba se realiza de forma descendente desde el primer clasificado, que se anota 12 puntos por su victoria, a los 3 puntos que recibe el último. El segundo recibe 10 puntos, el tercero 8, el cuarto 7, el sexto 6 y así sucesivamente. Se toman tiempos parciales para evitar empates y que no sea necesario el reparto de puntos (Ver reglamento).
Antes de que se dé inicio a la temporada, desde 2009 se instauró el llamado Torneo Preliminar, evento no puntuable pero que permite que los tres primeros atletas participen en la LNF del año junto a los cinco primeros clasificados que lograron el pase directo en la precedente edición. El Torneo Preliminar, en el que participan un número ilimitado de atletas, se desarrolla durante un único día y funciona igualmente por un sistema de puntos que son otorgados por rendimiento en cada prueba. Los siguientes clasificados en el Torneo Preliminar quedan como reservas para cubrir bajas de los atletas titulares por lesiones u otras incidencias.

### Pruebas
Las pruebas que integran cada torneo varían para que los atletas deban demostrar tanto versatilidad como regularidad durante la temporada, no sirviendo destacar en una única modalidad para lograr imponerse. Y es que la diversidad de las mismas pone a prueba la fuerza, la potencia, la resistencia, la velocidad e incluso la estrategia, entre otras cualidades, de los atletas, dado que no exige un mismo tipo de trabajo estirar de un camión durante unas decenas de metros que soportar de manera estática un peso.

#### Ejemplos
En la Liga Nacional de Fuerza se da cabida a las pruebas tradicionales del atletismo de fuerza, existiendo una amplísima variedad de tipos, si bien se pueden mencionar a modo de ejemplo las siguientes: arrastrar de un camión de varias toneladas durante una serie de metros, realizar levantamiento de piedras de hasta 200 kg sobre una plataforma, transportar un yugo de más de 400 kg sobre los hombros durante una serie de metros, alzar un cilindro, o barras o mancuernas de elevado peso por encima de la cabeza el máximo número de veces posible durante un cierto tiempo, pruebas de peso muerto, llevar un objeto en cada mano de 150 o más kg durante una determinada distancia (paseo del granjero), etc.

## Temporadas

### 2008
Fue la primera temporada de la Liga Nacional de Fuerza y contó con 9 atletas, aunque por lesión terminaron disputándola 8, que compitieron en tres torneos: Alcobendas (Madrid), Arévalo (Ávila), y el torneo final en Córdoba. En el primer torneo de Alcobendas se impuso el gerundense Juan José Díaz, que volvió a vencer en el segundo, disputado en Arévalo. Por último, en el torneo final en Córdoba venció el barcelonés Daniel Vergés. 
Tras esta última competición, Juan José Díaz terminó primero en la clasificación general final, proclamándose Campeón de España de Fuerza. El arevalense Julio Jiménez fue 2º y Daniel Vergés 3º. Además, el malagueño Iván Palomino, que fue 4º, consiguió clasificarse junto a los tres primeros para la LNF de 2009. La temporada inaugural tuvo tanta repercusión que incluso prestigiosos medios extranjeros informaron sobre ella.
| Ganador        | Subcampeón    | Tercer Clasificado |
| -------------- | ------------- | ------------------ |
| Juan José Díaz | Julio Jiménez | Daniel Vergés      |

### 2009
Esta fue la primera ocasión en la que la Liga Nacional de Fuerza tuvo un Torneo Preliminar (en el mes de mayo en San Sebastián de los Reyes), ganado por el sevillano Pedro Moriana, que fue uno de los cuatro clasificados para formar parte de la fase final. Durante la temporada compitieron 13 atletas, aunque en cada torneo puntuable solo 8. La LNF de 2009 tuvo tres torneos en su fase final: San Martín de la Vega (Madrid), Arévalo (Ávila), y el torneo final en Córdoba.
De nuevo, Juan José Díaz dominó la temporada, imponiéndose en los tres torneos puntuables. De ese modo, Díaz se convirtió en el primer doble ganador de la Liga Nacional de Fuerza. Completaron el podio de esta segunda edición Pedro Moriana como 2º y Julio Jiménez como 3º. Junto a ellos, el tercer clasificado de la primera edición, Daniel Vergés, que en esta ocasión fue cuarto, logró el pase directo para el próximo año sin tener que participar en el Torneo Preliminar.
| Ganador        | Subcampeón    | Tercer Clasificado |
| -------------- | ------------- | ------------------ |
| Juan José Díaz | Pedro Moriana | Julio Jiménez      |

### 2010
En Tres Cantos (Madrid) se celebró el Torneo Preliminar, ganando Antonio Díaz, de Valladolid, y logrando el pase para la temporada regular junto a otros atletas. De nuevo, en cada uno de los torneos de la fase final hubo 8 atletas, pero en total llegaron a formar parte de la temporada 19 competidores. Los torneos puntuables se desarrollaron en Arévalo (Ávila), Marchena (Sevilla), y el torneo final en Córdoba. Esta vez Julio Jiménez logró una ventaja decisiva venciendo en dos de los tres torneos: el primero en Arévalo y el segundo en Marchena. No obstante, el tercer y último torneo en Córdoba, fue ganado por Pedro Moriana, quien acortó la distancia pero no consiguió arrebatarle el primer puesto en la clasificación final a Jiménez. Así, la temporada concluyó con Julio Jiménez como primero, coronándose campeón de España de Fuerza, siendo Pedro Moriana 2º y el bicampeón Juan José Díaz 3º.
| Ganador       | Subcampeón    | Tercer Clasificado |
| ------------- | ------------- | ------------------ |
| Julio Jiménez | Pedro Moriana | Juan José Díaz     |

### 2011 y 2012
Por cuestiones técnicas, la Liga Nacional de Fuerza no se disputó en los años 2011 y 2012.

### 2013
La temporada 2013, que no tuvo Torneo Preliminar, superó por primera vez la cantidad de tres torneos puntuables, añadiendo un cuarto. Las sedes para estas competiciones fueron Silla (Valencia), Mérida (Badajoz), El Rubio (Sevilla) y, por último, Arévalo (Ávila) y en total participaron 11 atletas. Dado que en todos los torneos se impuso el gaditano Juan Carlos Heredia, este se proclamó campeón de la temporada 2013 de la LNF, al sumar, lógicamente, más puntos que sus rivales. En el podio, Heredia fue seguido por el avilés Tarik El Hamiti, 2º, y por el valenciano Mario Alberto López, 3º.
| Ganador             | Subcampeón      | Tercer Clasificado  |
| ------------------- | --------------- | ------------------- |
| Juan Carlos Heredia | Tarik El Hamiti | Mario Alberto López |

### 2014
La temporada 2014 se disputó en cinco torneos, siendo el preliminar en Collado Villalba (Madrid) y los cuatro restantes, cronológicamente, en Silla (Valencia), en El Rubio (Sevilla), en Ajofrín (Toledo) y el cuarto y último en Boñar (León), contando con 20 atletas. El Torneo Preliminar fue ganado por el gallego Roberto Rodríguez, que se clasificó junto a 2 atletas para la fase final. 
La Liga tuvo dos fases de dominio, puesto que Tarik El Hamiti venció los dos primeros torneos (Silla y El Rubio), pero Roberto Rodríguez remontó logrando la victoria en los otros dos torneos (Ajofrín y Boñar). Al final obtuvo más puntos Roberto Rodríguez, que se proclamó campeón de la Liga Nacional de Fuerza 2014, siendo Tarik El Hamiti 2º y Juanjo Díaz 3º.
| Ganador           | Subcampeón      | Tercer Clasificado |
| ----------------- | --------------- | ------------------ |
| Roberto Rodríguez | Tarik El Hamiti | Juan José Díaz     |

### 2015
El Torneo Preliminar celebrado en Collado Villalba (Madrid) fue ganado por Daniel Vergés, que logró, junto a otros atletas, clasificarse para los torneos puntuables. La fase final, con 13 atletas en total, contó con cuatro torneos: el primero en Pozuelo de Calatrava (Ciudad Real), el segundo en Alcobendas (Madrid), el tercero en Venturada (Madrid) y el cuarto en Boñar (León). Roberto Rodríguez ganó tres torneos de cuatro, el primero, el segundo y el cuarto, pero no pudo participar por lesión en el tercero, que ganó Antonio Bueno, que al final pudo sumar más puntos con su participación en los cuatro torneos, ganando la Liga Nacional de Fuerza 2015. Roberto Rodríguez fue 2º y Kacper Nycz 3º. 
| Ganador       | Subcampeón        | Tercer Clasificado |
| ------------- | ----------------- | ------------------ |
| Antonio Bueno | Roberto Rodríguez | Kacper Nycz        |

### 2016
La Liga Nacional de Fuerza 2016 tuvo cinco torneos, siendo el preliminar en Alcobendas (Madrid), en el que Juanjo Díaz logró vencer y clasificarse junto a otros atletas. Posteriormente, la fase final dejó cuatro torneos, cronológicamente, en Liérganes (Cantabria), en Velilla del Río Carrión (Palencia), en Cijuela (Granada) y el último en Boñar (León). En la fase final participaron 14 competidores, saliendo como vencedor Antonio Bueno, mientras que David Mesa fue 2º y José Bermúdez 3º. En el primer torneo de Liérganes terminó primero Antonio Gutiérrez, en Velilla del Río Carrión y Cijuela venció Antonio Bueno y David Mesa se impuso en el último torneo, el de Boñar.
| Ganador       | Subcampeón | Tercer Clasificado |
| ------------- | ---------- | ------------------ |
| Antonio Bueno | David Mesa | José Bermúdez      |

### 2017
De nuevo, cinco torneos tuvieron lugar en la temporada 2017. El Torneo Preliminar fue en Alcobendas (Madrid), venciendo Roberto Rodríguez, que se clasificó junto a otros atletas, dejando el número de participantes en la fase final en 10. Precisamente Roberto Rodríguez fue quien logró vencer en los cuatro torneos puntuables que se desarrollaron en Marchena (Sevilla), en Navacerrada (Madrid), en Consuegra (Toledo) y en Boñar (León). De ese modo, Rodríguez terminó 1º en la clasificación final, logrando su segundo título, seguido de David Mesa, 2º, y Joan Ferrer, 3º. Se clasificaron junto a los tres primeros para la LNF 2018 el 4º y el 5º, respectivamente, Daniel Miguel e Iván Ayllón.
| Ganador           | Subcampeón | Tercer Clasificado |
| ----------------- | ---------- | ------------------ |
| Roberto Rodríguez | David Mesa | Joan Ferrer        |

### 2018
En 2018 hubo cinco torneos, uno preliminar en Alcobendas (Madrid) y posteriormente cuatro puntuables: el primero en Consuegra (Toledo), el segundo en Navacerrada (Madrid), el tercero en Zamora y el cuarto y último en Boñar (León). Los atletas participantes fueron 16, entre ellos el vencedor del Torneo Preliminar, Mario Alberto López. Respecto a la fase final, Roberto Rodríguez logró su tercer título de campeón de la Liga Nacional de Fuerza, acompañándole en el podio final Joan Ferrer, 2º, y Cristian Escrig, 3º. El pontevedrés Roberto Rodríguez ganó el primer torneo de Consuegra y el segundo de Navacerrada, mientras que Joan Ferrer venció en el tercer torneo, en Zamora, y David Mesa en el de Boñar. Ivan Ayllón y David Mesa fueron 4º y 5º, por lo que lograron clasificarse para la LNF del siguiente año.
| Ganador           | Subcampeón  | Tercer Clasificado |
| ----------------- | ----------- | ------------------ |
| Roberto Rodríguez | Joan Ferrer | Cristian Escrig    |

### 2019
La edición de 2019 de la Liga Nacional de Fuerza tuvo cinco torneos: el Torneo Preliminar en Alcobendas (Madrid) y después los cuatro puntuables en Navacerrada (Madrid), en Losar de la Vera (Cáceres), en Tarancón (Cuenca) y en Boñar (León), formando parte 15 atletas. El Torneo Preliminar fue ganado por Luis Fernández, logrando el pase para la fase final junto a otros atletas. Por lo que se refiere a los torneos puntuables, Roberto Rodríguez venció en el primer y en el tercer torneo y Joan Ferrer en el segundo y en el cuarto. En la clasificación general final Roberto Rodríguez terminó como vencedor. Joan Ferrer fue 2º y Luis Fernández fue 3º. Por otro lado, 4º fue Daniel Castaño y 5º José Vicente Barcelona, asegurándose la plaza en la LNF 2020. Fue la segunda liga más competida de la historia, en la que llegaron los dos primeros con solo siete puntos de diferencia al torneo final. Roberto Rodríguez consiguió su cuarto título, tercero consecutivo. La LNF 2019 se decidió en la última prueba del último torneo. 
| Ganador           | Subcampeón  | Tercer Clasificado |
| ----------------- | ----------- | ------------------ |
| Roberto Rodríguez | Joan Ferrer | Luis Fernández     |

### 2020
Debido a los problemas sanitarios derivados de la COVID-19, la Liga Nacional de Fuerza 2020 se hubo de disputar entre 2020 y 2021. El Torneo Preliminar se celebró en julio de 2020 en la localidad madrileña de Fuenlabrada con la victoria del castellonense David Borrás, por delante del valenciano Ramón Estrugo y del cacereño Francisco Domínguez, que pasaron a formar parte de los ocho atletas de la Liga de 2020. Los siguientes clasificados ocuparon plaza de reserva para cubrir bajas en las competiciones. 
El primer torneo de la LNF 2020 se disputó en la localidad valenciana de Silla, en septiembre, con la victoria de Joan Ferrer, mientras que el segundo torneo disputado en Fuenlabrada (Madrid) en noviembre fue ganado por el gallego Roberto Rodríguez, que no pudo participar en Silla por lesión.
Los dos siguientes torneos tuvieron que celebrarse ya en 2021 por las restricciones sanitarias. El tercero, en mayo, se organizó en Alcalá de Henares, con nuevo triunfo de Roberto Rodríguez, que también ganó el cuarto y último torneo en Alcabón (Toledo) en junio. Al final de la temporada, Joan Ferrer consiguió el cinturón de la Liga Nacional de Fuerza por primera vez en su carrera, sacando 18 puntos al segundo clasificado Roberto Rodríguez, mientras que el madrileño Pedro Cordón fue tercero en su primera participación, con 143 puntos, 49 menos que Ferrer.
| Ganador     | Subcampeón        | Tercer Clasificado |
| ----------- | ----------------- | ------------------ |
| Joan Ferrer | Roberto Rodríguez | Pedro Cordón       |

### 2021
La Liga Nacional de Fuerza 2021 se disputó en cinco torneos celebrados entre 2021 y 2022 por la continuación de la pandemia de la COVID-19.
El Torneo Preliminar se disputó en el mes de junio en Alcobendas (Madrid) donde ganó el atleta de Manacor Miguel Ángel Caldentey, clasificándose varios atletas para la fase final. Los cuatro torneos de la LNF fueron ganados todos ellos por el vigués Roberto Rodríguez, que se llevó su quinto cinturón de la Liga Nacional de Fuerza. El primero se disputó en Boñar (León), el segundo en Deltebre (Tarragona), el tercero en Ribadesella (Asturias) y el cuarto y último en Torrijos (Toledo). Participaron un total de 11 atletas.
Detrás de Roberto Rodríguez quedaron Joan Ferrer y Pedro Cordón, tercero.
| Ganador           | Subcampeón  | Tercer Clasificado |
| ----------------- | ----------- | ------------------ |
| Roberto Rodríguez | Joan Ferrer | Pedro Cordón       |

### 2022
La edición de 2022 contó con cinco torneos, cuatro en 2022 y el último en enero de 2023.
El Torneo Preliminar se desarrolló en Guadalajara, donde ganó el atleta de Tarragona Gianluca Ardenghi, y se clasificaron varios atletas para la fase final, uniéndose a los cinco primeros del pasado año. El Primer Torneo se desarrolló en Boñar (León), en el que ganó el subcampeón Joan Ferrer, el segundo de Torrelavega (Cantabria) vio ganar por primera vez a Matthew Riddall, mientras que Joan Ferrer ganó también el tercero de Baza (Granada) y el cuarto y último en Deltebre (Tarragona), apuntalando su triunfo y su segunda Liga Nacional de Fuerza. Participaron un total de 14 atletas, y Joan Ferrer fue seguido por Matthew Riddall, subcampeón, y Adrián Vela, tercero.
| Ganador     | Subcampeón      | Tercer Clasificado |
| ----------- | --------------- | ------------------ |
| Joan Ferrer | Matthew Riddall | Adrián Vela        |

### 2023
Como siempre, se celebraron cinco torneos, todos ellos a lo largo de 2023. El Torneo Preliminar de La Manga del Mar Menor (Murcia) fue ganado por Gianluca Ardenghi, mientras que el primero, celebrado en Utrillas (Teruel), así como el segundo en Ávila, fueron ganados también por el debutante Ardenghi.
El tercero de Ciudad Real y el cuarto y último en Hospitalet del Infante (Tarragona) fueron logrados por Joan Ferrer en un apasionante final, que hizo de esta Liga la más disputada de la historia. Solo cinco puntos separaban a Ardenghi, líder, del segundo clasificado Joan Ferrer, antes del Torneo Final. Participaron un total de 16 atletas. La Liga Nacional de Fuerza 2023 se decidió en la última prueba del Volteo de Neumático, con el triunfo de Joan Ferrer, que se convirtió en tricampeón de España, seguido del joven debutante de 21 años Gianluca Ardenghi, repitiendo la tercera posición el zaragozano Adrián Vela.
| Ganador     | Subcampeón        | Tercer Clasificado |
| ----------- | ----------------- | ------------------ |
| Joan Ferrer | Gianluca Ardenghi | Adrián Vela        |